# Mulu Nega
Mulu Nega Kahsay este un politician și cadru didactic universitar etiopian care funcționează ca șef executiv al guvernului de tranziție din Tigrai și ca ministru etiopian federal al științei și educației. În noiembrie 2020, în timpul conflictului din Tigrai, Casa Federației l-a numit pe Mulu Nega pentru a-l înlocui pe Debretsion Gebremichael în funcția de director executiv al regiunii tigrine.